# Genesio Pioletti
Genesio Pioletti (Sassari, 15 settembre 1899 – Catania, 30 dicembre 1969) è stato un allenatore di calcio e calciatore italiano, di ruolo centrocampista.

## Biografia
Nell’agosto del 1922 appena ventitreenne si recò a Siracusa per assistere ai funerali del padre Umberto, che vi lavorava come Procuratore del Re; trasferitosi successivamente in maniera permanente nella città aretusea essendo un militare, gli venne assegnata la squadra di calcio del 75º Reggimento Fanteria avendo già collezionato alcune esperienze calcistiche.
Dal 1923 è stato dapprima uno dei fondatori del Circolo Sportivo Tommaso Gargallo, per poi diventare successivamente giocatore, allenatore e direttore tecnico tra gli anni venti e trenta.
Padre di due figli, Aurelio ed Antonio, Pioletti morì a Catania all’età di settant’anni il 30 dicembre 1969; il suo corpo riposa all’interno del Cimitero Comunale di Siracusa. Dopo la sua scomparsa, negli anni settanta venne organizzato a Siracusa un torneo per le squadre giovanili proprio in sua memoria. Il nipote Umberto nel 2017, venne invitato dal club aretuseo a partecipare al memorial dell’ex calciatore azzurro Ercole Giudice, proprio per rinsaldare il rapporto di legame tra la città di Siracusa e la famiglia Pioletti. Egli, nell’aprile del 2023 in occasione dei 99 anni del club, ha assistito al match casalingo degli azzurri contro la Rocca Acquedolcese.
Il 26 aprile 2024 una delegazione della società del Siracusa Calcio 1924 in presenza di una rappresentanza di tifosi azzurri, ha incontrato al Cimitero di Siracusa i familiari di Genesio Pioletti, il figlio Antonio ed il nipote Umberto, al fine di omaggiare l’ex calciatore azzurro nell’anno del centenario dalla fondazione del club, consegnando loro un omaggio floreale, una maglia del Siracusa ed una targa commemorativa .

## Caratteristiche tecniche
Giocava come centromediano metodista.

## Carriera

### Giocatore
Giocò con l'Internaples ed il Casale in Prima Categoria, la massima serie dell'epoca. Nel 1923, dopo aver assistito ad una sfida tra Esperia ed Insuperabile (due delle quattro principali società calcistiche della città siciliana: le altre due erano la squadra del 75º Fanteria ed il Circolo Sportivo Tommaso Gargallo) ebbe insieme a Luigi Santuccio (il capitano del 75º Fanteria) e a Luciano Brugaletta (responsabile della sezione ciclismo della Tommaso Gargallo) l'idea di una fusione tra le squadre in modo da poterne realizzare una più competitiva che rappresentasse l'intera città. Il progetto di Pioletti era però avversato dai giocatori dell'Esperia, che ritenevano superiore la loro squadra: per questo motivo Pioletti ebbe l'idea di fare un quadrangolare tra le squadre siracusane, nel quale partecipò egli stesso con la maglia del Tommaso Gargallo. Nella prima partita del torneo si affrontarono l'Esperia e il Gargallo, con la vittoria per 9-0 di quest'ultima formazione con sei gol di Pioletti. Al termine della partita i giocatori dell'Esperia acconsentirono alla fusione senza che il resto del quadrangolare fosse portato a termine: nacque quindi il Circolo Sportivo Tommaso Gargallo, che nella stagione 1924-1925 si classificò al primo posto in classifica nel girone A di Seconda Divisione Sud (la seconda serie dell'epoca). Pioletti continuò a giocare nella squadra siciliana fino al 1926, sempre in seconda serie.

### Allenatore
Dopo la nascita della Gargallo Siracusa oltre che come giocatore divenne anche il primo allenatore nella storia della società, che dopo la stagione 1924-1925 guidò in seconda serie anche nella stagione 1925-1926. Allenò anche nella stagione 1926-1927, nella stagione 1927-1928 (entrambe le volte in Seconda Divisione, nel frattempo declassata a terzo livello del calcio italiano) e nella stagione 1928-1929 nel Campionato Meridionale (corrispondente al secondo livello del campionato in quella stagione), nel quale la squadra azzurra vinse il suo girone mancando la promozione in Serie B in seguito alla mancata vittoria del Girone Finale per la promozione.

## Palmarès

### Giocatore

#### Competizioni nazionali
- Seconda Divisione: 2

Gargallo Siracusa: 1924-1925, 1925-1926

### Allenatore

#### Competizioni nazionali
- Seconda Divisione: 2

Gargallo Siracusa: 1924-1925, 1925-1926
- Campionato Meridionale: 1

Gargallo Siracusa: 1928-1929